# Ludność Rumi

## LudnośćRumi
- 1955 - 11 267
- 1960 - 15 088 (spis powszechny)
- 1961 - 16 300
- 1962 - 17 100
- 1963 - 18 000
- 1964 - 18 900
- 1965 - 19 501
- 1966 - 20 700
- 1967 - 21 600
- 1968 - 22 100
- 1969 - 22 600
- 1970 - 23 282 (spis powszechny)
- 1971 - 23 800
- 1972 - 24 800
- 1973 - 25 700
- 1974 - 25 917
- 1975 - 26 030
- 1976 - 26 300
- 1977 - 26 500
- 1978 - 26 000 (spis powszechny)
- 1979 - 26 400
- 1980 - 26 696
- 1981 - 28 728
- 1982 - 31 061
- 1983 - 32 499
- 1984 - 33 403
- 1985 - 34 482
- 1986 - 35 253
- 1987 - 36 088
- 1988 - 36 241 (spis powszechny)
- 1989 - 37 064
- 1990 - 37 548
- 1991 - 38 057
- 1992 - 38 379
- 1993 - 39 285
- 1994 - 39 787
- 1995 - 40 250
- 1996 - 40 994
- 1997 - 41 435
- 1998 - 41 898
- 1999 - 42 491
- 2000 - 43 017
- 2001 - 44 210
- 2002 - 43 999 (spis powszechny)
- 2003 - 44 125
- 2004 - 44 156
- 2005 - 44 454
- 2006 - 44 551
- 2007 - 44 796
- 2008 - 45 095
- 2009 - 45 679
- 2010 - 46 107
- 2011 - 46 940
- 2012 - 47 304
- 2013 - 47 374
- 2014 - 47 602
- 2015 - 47 812
- 2016 - 48 095
- 2017 - 48 632
- 2018 - 49 031
- 2019 - 49 230
- 2020 - 49 536
- 2021 - 49 936

## Powierzchnia Rumi
- 1995 - 30,08 km²
- 2001 - 32,86 km²
- 2003 - 30,08 km²
- 2006 - 30,09 km²

Źródła:

1955-1979 Roczniki statystyczne GUS

1980-1994 Roczniki demograficzne GUS

1995-2021 Bank danych regionalnych GUS